# Warlords (jeu vidéo, 1980)
 (juin 2015).
Si vous disposez d'ouvrages ou d'articles de référence ou si vous connaissez des sites web de qualité traitant du thème abordé ici, merci de compléter l'article en donnant les références utiles à sa vérifiabilité et en les liant à la section « Notes et références ».
Warlords est un shoot 'em up développé par Atari Inc., sorti en 1980 sur borne d'arcade et un an plus tard sur Atari 2600. Il existe une version à quatre joueurs en couleur et une version à deux joueurs en noir et blanc.

## Système de jeu
Le jeu rappelle le principe du casse-briques ou de Breakout. En début de partie, un dragon lance une boule de feu sur le terrain. Chaque joueur doit défendre son Warlord dans un coin de l'écran. Il bénéficie pour cela d'un fort de briques et d'un bouclier qui permet de capter la boule de feu et de la renvoyer sur le fort des adversaires. Le but du jeu est de détruire le mur de défense adverse pour atteindre le Warlord situé en son centre. Lorsqu'un adversaire est touché, il libère une nouvelle boule de feu. Le dernier joueur sur le terrain marque un point.

## Adaptations
Warlords est sorti en 2008 sur Xbox 360 via le Xbox Live Arcade.